# 澳底
澳底，是台灣新北市貢寮區的一個地名，位於三貂角與鼻頭角中間，境內有澳底漁港。相較於今日行政區，其範圍大致包括真理里不含西南端、仁里里東北端。
日本在1895年4月17日《馬關條約》簽字後，接收人員與部隊即在此登陸，而後逐步接管全台灣，開啟往後長達50年的日治時代。

## 地名由來
1776年（清朝乾隆四十一年）漢人未到之前，平埔族巴賽語稱此地為「丹內」，漢人到後，譯成「丹裡」。1895年日本登陸時稱「洩底」，又稱「洩底灣」。日本統治台灣後以「洩底」一詞之名不雅，在1899年（明治三十二年），乃採用澳底，自丹裡分出獨立為「澚底庄」。1900年，將澳底警察官吏派出所所轄，明定為舊社、水返港、澳底、丹裡、文秀坑、雞母嶺、蚊仔坑、龍洞之八庄。澳底一詞又無疑包括鹽寮、舊社等地在內，從此以後成為籠統的概括今貢寮區真理里、仁里里、美豐里之統稱。

## 歷史

### 日治初期
澳底地區為一街庄，稱為「澚底庄」，隸屬於三貂堡。該庄東邊臨海，南及西南與丹裡庄為鄰，西邊為雞母嶺庄，北邊為撈洞庄。
1901年（日治明治三十四年）11月，該庄隸屬於基隆廳，編入第十二區。1905年（明治三十八年）7月，第十二區改名為「澳底區」。1920年（大正九年），該庄改制並雅化為「澳底」大字，隸屬於臺北州基隆郡貢寮庄，大字下有「澳底」、「火炎山」、「石礕坑」小字名。

### 戰後時期
貢寮庄改制為貢寮鄉，隸屬於臺北縣，澳底大字亦改制為真理村。2010年（民國99年）12月，臺北縣升格為新北市，鄉改制為區，村改制為里。

## 交通
省道台2線又稱「北部濱海公路」，大致以南北向經過澳底地區，由此往南可前往宜蘭縣的頭城、蘇澳等地，往北可前往基隆、金山、淡水等地。
市道102甲線是雙溪通往澳底的道路，於本地區南部與省道台2線相會。

## 學校
- 澳底國小

## 琉球澳
琉球澳亦為澳底的舊名，當地從唐朝開始即有琉球人居住，從事農漁業及海上貿易，並跟當地平埔族相處融洽。後來清代吳沙開蘭及設置噶瑪蘭廳，當地琉球人勢力逐漸淡出。一八九五年日本軍選擇此地登陸，除了收復琉球人村落故土及較孰悉當地地形外，也是宣示台灣跟琉球及日本三國之關係密切。

## 新舊澳底
本地南端的澳底漁港為著名漁港，宜蘭線鐵路通車時，於本地南方3.6㎞處設有車站。車站所在地名為「挖子」，但在正式通車時，卻以澳底為名。故在日治時期，逐漸將原先之澳底稱為「舊澳底」，車站所在處稱「新澳底」。
戰後1952年，台灣省政府鐵路局把澳底驛改回，稱「福隆車站」，新舊澳底之分亦不再使用。

## 外部連結
- 澳底-東北角及宜蘭海岸國家風景區觀光資訊網 （页面存档备份，存于）
- 黃金福隆線(856)-東北角及宜蘭海岸國家風景區觀光資訊網 （页面存档备份，存于）
- 澳底漁港 - 新北市觀光旅遊網 （页面存档备份，存于）
- 新北市政府漁業及漁港事業管理處 - 澳底漁港 （页面存档备份，存于）